# Difenilbutilpiperidin
Difenilbutilpiperidini su klasa tipičnih antipsihotika koje je razvilo i prodaje preduzeće Janssen Pharmaceutica.
Ova grupa lekova obuhvata:
- Klopimozid (R-29,764)
- Fluspirilen (Redeptin)
- Pimozid (Orap)
- Penfluridol (Semap, Micefal)

Amperozid je atipični antipsihotik iz difenilbutilpiperazinske klase.